# Wideoportacja
Wideoportacja – technologia pozwalająca na zaprezentowanie na obrazie telewizyjnym postaci (obrazu) znajdującego się w innym miejscu i takie zaprezentowanie go na obrazie wynikowym by dać złudzenie przebywania tej postaci w prezentowanym otoczeniu.
Technika ta bazuje na analizowaniu obrazu z kilku kamer telewizyjnych obserwujących obiekt w studiu typu „blue box”, i przy pomocy obróbki komputerowej rekonstruuje trójwymiarowe odwzorowanie postaci, które przekazywane jest w postaci danych do studia odbiorczego, gdzie wkomponowywane jest w obraz wynikowy.
Po raz pierwszy technikę tę zaprezentowała telewizja CNN w trakcie nocy wyborczej w wyborach prezydenckich 2008, nazywając ją hologramem.
W Polsce technologia ta została zaprezentowana przez telewizję TVN24 w trakcie wieczoru wyborczego związanego z wyborami do Parlamentu Europejskiego 2009.